# 穆罕默德·巴盖里
穆罕默德·巴盖里（波斯語：محمد باقری，1960年—2025年6月13日）是伊朗伊斯兰革命卫队军官以及曾任伊朗伊斯兰共和国武装部队总参谋长。 
2019年4月8日，美国将伊朗革命卫队認定為外国恐怖组织。以色列总理本雅明·内塔尼亚胡立即在推特上对唐納·川普表示感谢。 穆罕默德·巴盖里表示：“我们认为驻扎在西亚的美军也是恐怖分子，如果美軍胡作非為，我们会坚决反击。”
2022年，穆罕默德·巴盖里因俄乌战争而受到英国政府的制裁。
2022年9月，在阿米尼示威期间严厉镇压抗议者后，穆罕默德·巴盖里受到美国和加拿大的制裁。
其最終在2025年6月以色列袭击伊朗的行动中死亡。